# Robert MacIntyre
Robert MacIntyre (Oban, 3 agosto 1996) è un golfista scozzese.
Professionista dal 2017, gioca all'interno dell'European Tour dopo aver vinto diversi titoli a livello amatoriale; nel novembre 2020 ha vinto primo titolo nel circuito europeo a Cipro, conquistando il Aphrodite Hills Cyprus Showdown grazie a sette colpi sotto il par, uno in più di Masahiro Kawamura. Il 18 settembre 2022 conquista l'Italian Open battendo al playoff Matt Fitzpatrick grazie ad un birdie.

## Vittorie professionali (4)

### PGA Tour wins (1)
| Legenda                 |
| Tornei Major (0)        |
| Tornei Rolex Series (0) |
| Altri PGA Tour (1)      |

| No. | Data          | Torneo            | Punteggio di vittoria | To par | Margine | Secondo     |
| --- | ------------- | ----------------- | --------------------- | ------ | ------- | ----------- |
| 1   | 2 giugno 2024 | RBC Canadian Open | 264                   | −7     | 1 colpo | Ben Griffin |

### European Tour vittorie (3)
| Legenda                 |
| Tornei Major (0)        |
| Tornei Rolex Series (0) |
| Altri European Tour (3) |

| No. | Data              | Torneo          | Punteggio di vittoria | To par | Margine | Secondo           |
| --- | ----------------- | --------------- | --------------------- | ------ | ------- | ----------------- |
| 1   | 8 novembre 2020   | British Masters | 64                    | −7     | 1 colpo | Masahiro Kawamura |
| 2   | 18 settembre 2022 | Italian Open    | 70-69-67-64=270       | -14    | playoff | Matt Fitzpatrick  |
| 3   | 14 luglio 2024    | Scottish Open   | 67-65-63-67=262       | -18    | 1 colpo | Adam Scott        |

### MENA Tour vittorie (1)
| Tornei Major (0) |
| Altri Tour (1)   |

| No. | Data            | Torneo                     | Punteggio di vittoria | To par | Margine | Secondo  |
| --- | --------------- | -------------------------- | --------------------- | ------ | ------- | -------- |
| 1   | 18 ottobre 2017 | Sahara Kuwait Championship | 65-66-65=196          | −14    | 2 colpi | Luke Joy |

### Partecipazioni Ryder Cup

#### Professionista
- Ryder Cup: 2023